# For Absent Friends
For Absent Friends – utwór muzyczny brytyjskiej grupy rockowej Genesis zamieszczony na albumie Nursery Cryme wydanym w 1971.

## Kompozycja
Utwór jest krótką, nastrojową balladą napisaną przez Steve’a Hacketta. Instrumentarium jest ubogie: gitara dwunastostrunowa i towarzyszący jej śpiew Phila Collinsa, dla którego był to debiut wokalny po przyłączeniu się do zespołu. Collins śpiewa tam dwukrotnie nakładając swój głos.

## Fabuła
Tekst opowiada o przemijaniu, wspominaniu nieobecnych przyjaciół i mężów przez dwie wdowy udające się w niedzielne popołudnie do kościoła.

## Wykonawcy
- Phil Collins – śpiew
- Steve Hackett – gitara dwunastostrunowa